# 96丁目駅 (IRTレキシントン・アベニュー線)
96丁目駅（96ちょうめえき、英: 96th Street）はニューヨーク市地下鉄IRTレキシントン・アベニュー線の駅である。マンハッタン郊外カーネギー・ヒルのレキシントン・アベニューと96丁目の交差点に位置し、4系統が深夜のみ、6系統が終日、<6>系統が平日20時45分迄の混雑方向に停車する。

## 駅構造
| G  | 地上階                         | 出入口 |
| B1 | 改札階                         | 改札口、駅員詰所、メトロカード自動券売機 |
| B2 | 相対式ホーム、右側の扉が開く。 | 相対式ホーム、右側の扉が開く。 |
| B2 | 北行緩行線                     | ← 深夜帯：ウッドローン駅行き（103丁目駅） ← 平日午後：パークチェスター駅行き（103丁目駅） ← 平日午後以外：ペラム・ベイ・パーク駅行き（103丁目駅） ← 平日午後：ペラム・ベイ・パーク駅行き（103丁目駅） |
| B2 | 南行緩行線                     | → 深夜帯：ニューロッツ・アベニュー駅行き（86丁目駅）→ ブルックリン・ブリッジ-シティ・ホール駅行き（86丁目駅）→ 平日午前：ブルックリン・ブリッジ-シティ・ホール駅行き（86丁目駅）→                     |
| B2 | 相対式ホーム、右側の扉が開く。 | |
| B3 | 北行急行線                     | ← 深夜帯以外：通過 |
| B3 | 南行急行線                     | → 深夜帯以外：通過 → |

この駅は1918年7月17日に開業した相対式ホーム2面2線の駅である。急行列車は駅の下の階を走行し、ホームから見ることはできない。1994年に駅名のモザイク画が地下中2階に造られ『City Suite』と呼ばれている。新しいモザイク画の駅名案内は南側から来る列車のホームにある。駅の南端には工事中に見つかった円形の天井がそのままある。

### 出口
| 場所                                         | 種類 | 数  | 接続ホーム |
| -------------------------------------------- | ---- | --- | ---------- |
| レキシントン・アベニューと96丁目の交差点北西 | 階段 | 1本 | 両ホーム   |
| レキシントン・アベニューと96丁目の交差点北東 | 階段 | 1本 | 両ホーム   |
| レキシントン・アベニューと96丁目の交差点南西 | 階段 | 1本 | 両ホーム   |
| レキシントン・アベニューと96丁目の交差点南東 | 階段 | 1本 | 両ホーム   |

## ギャラリー

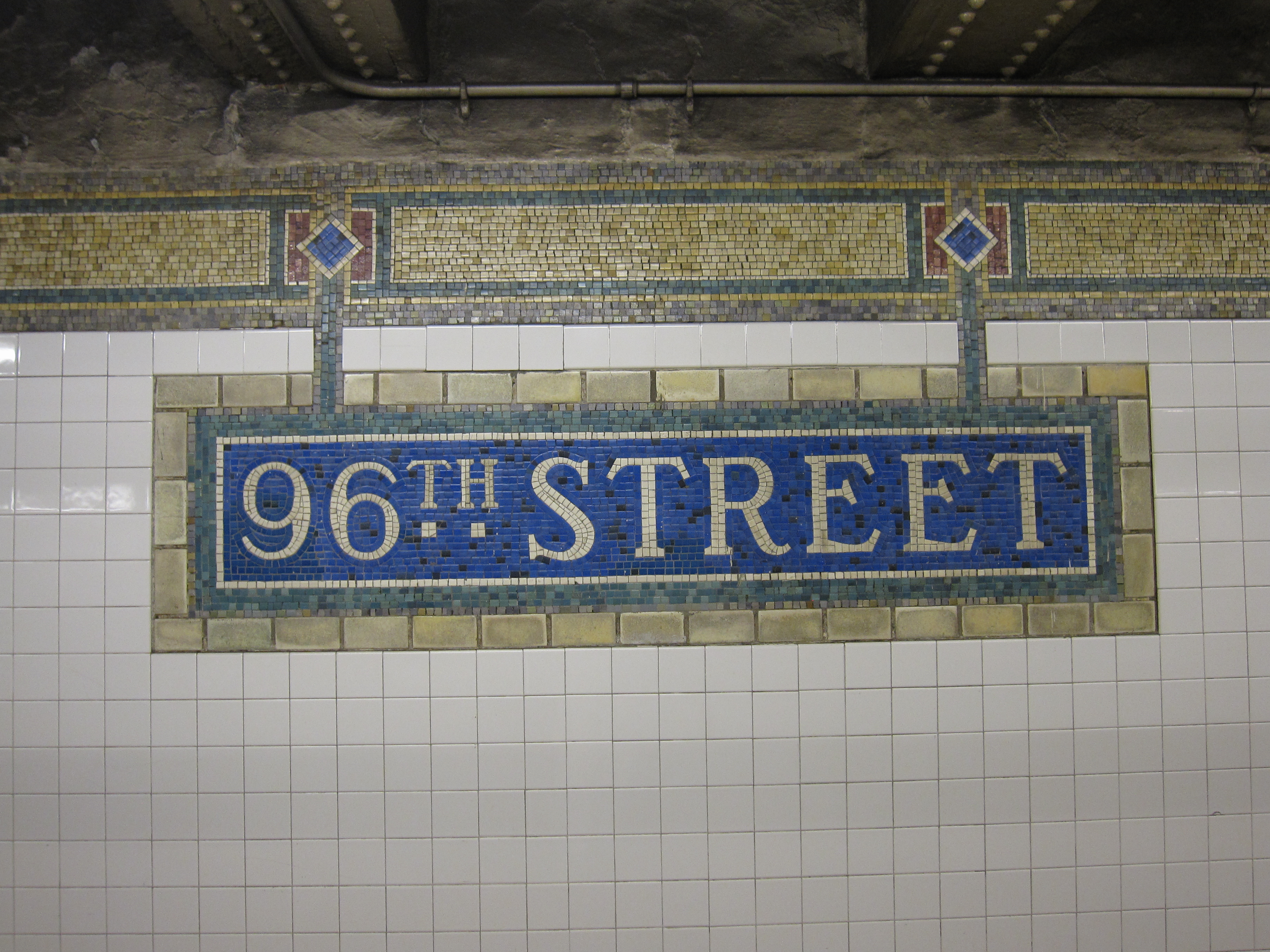
駅名標のタイルモザイク
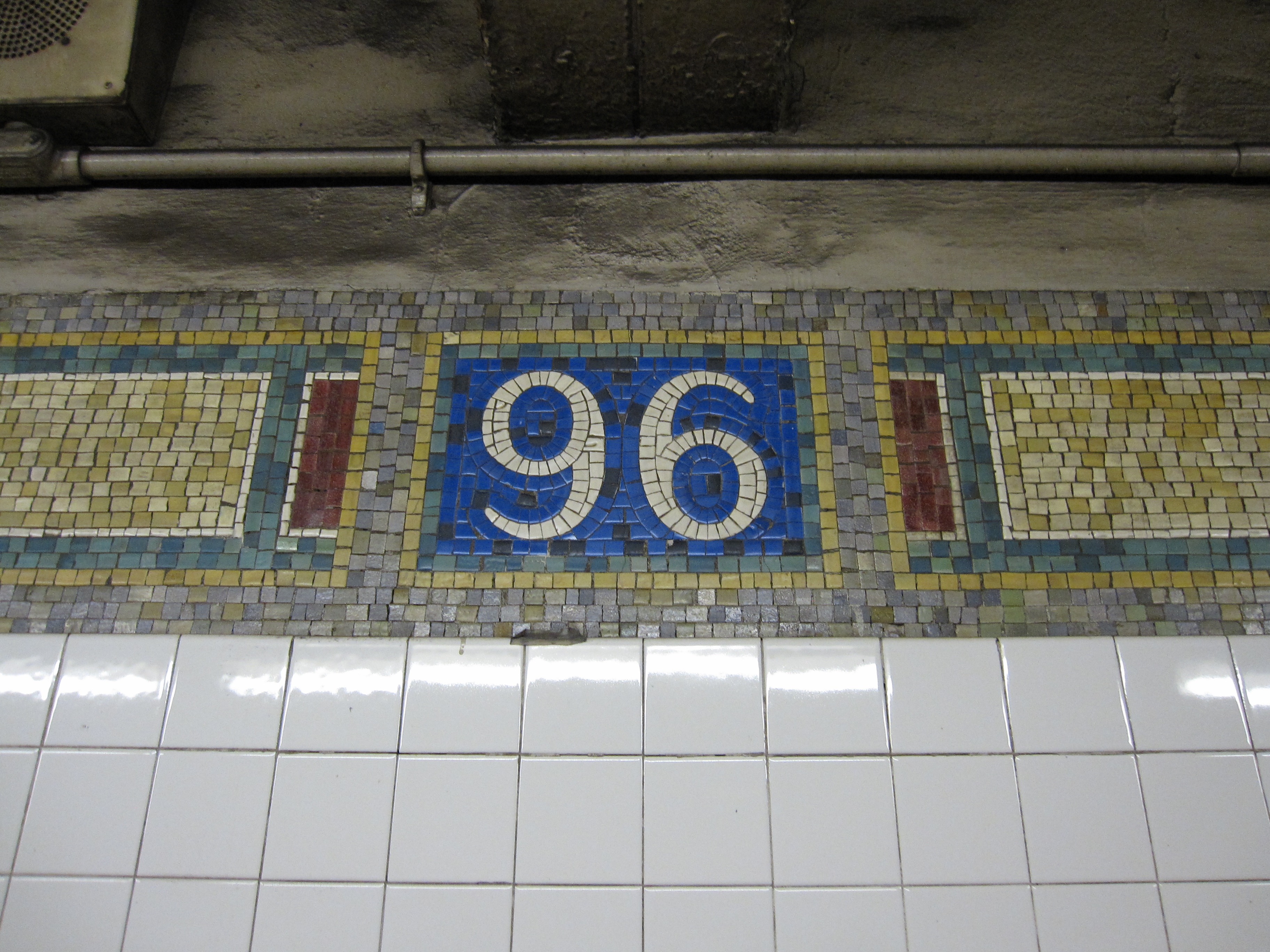
"96"のタイルモザイク